# Toma Prošev
Toma Prošev (født 10. november 1931 i Skopje, Nordmakedonien, død 12. september 1996 i Zagreb, Kroatien) var en makedonsk komponist, professor og lærer.
Prošev studerede komposition på Musikkonservatoriet i Zagreb og på Musikkonservatoriet i Ljubljana. Han fuldendte sine studier Paris hos Nadia Boulanger. Prošev har skrevet 11 symfonier, orkesterværker, kammermusik, operaer, koncertmusik, balletmusik, korværker, oratorier, vokalmusik, og instrumentalværker etc.
Han underviste på mange musikskoler i Makedonien, men underviste fra (1967) som professor og lærer i komposition fast på Musikhøjskolen i Skojpe.

## Udvalgte værker
- Symfoni nr. 1 (1962) - for orkester
- Symfoni nr. 2 (1971) - for strygeorkester
- Symfoni nr. 3 (1976) - for orkester
- Symfoni nr. 4 (1977) - for orkester
- Symfoni nr. 5 (1984) - for orkester
- Symfoni nr. 6 (1987) - for orkester
- Symfoni nr. 7 (1988) - for orkester
- Symfoni nr. 8 (1989) - for orkester
- Symfoni nr. 9 (1991) - for orkester
- Symfoni nr. 10 (1992) - for orkester
- Symfoni nr. 11 (1992) - for orkester
- Violinkoncert (1963) - for violin og orkester
- Ondes Martenot-koncert (1964) for ondes martenot og orkester
- Skojpe - Oratorium (1964) - for kor